# Административно деление на Израел
Израел се поделя на 6 окръга, 15 области и 57 общини.
Местната власт се контролира от министъра на вътрешните работи, който подготвя законопроектите, отнасящи се до общините, одобрява данъците, бюджета и вътрешните им правилници.

## Окръзи
Окръзи на Израел:
1. Северен
2. Хайфски
3. Централен
4. Тел-Авивски
5. Йерусалимски
6. Южен